# Julio César Cueto Rúa
Julio César Cueto Rúa (La Plata, 27 de septiembre de 1920-Buenos Aires, 1 de junio de 2007) fue un político y abogado argentino.
Se graduó de la Universidad Nacional de La Plata de abogado en 1942, doctorándose en 1949. Se desempeñó como docente y en la Universidad de Buenos Aires, Universidad del Salvador, Universidad Argentina de la Empresa, entre otras. Especialista en la filosofía del derecho, adhiriendo a posturas propias del derecho anglosajón.
Integró la Junta Consultiva de la Provincia de Buenos Aires en el marco de la dictadura autodenominada Revolución Libertadora. Desde allí desarrolló un fuerte discurso antiperonista, apoyando la detención de políticos y dirigentes del gobierno democrático depuesto, llegando a estudiar la posibilidad legal de restablecer la pena de muerte en sus escritos de la Revista Criterio. Fue ministro de Industria y Comercio en 1957 designado por el dictador Pedro E. Aramburu, adoptando posturas de tendencia liberal.[cita requerida] Fue candidato a Gobernador de la Provincia de Buenos Aires en 1962 por Unión Conservadora. Fundó el Partido Republicano Argentino, de corta existencia en 1964. Posteriormente adhirió al Partido Demócrata.
En la década de 1960 trabajó en la revista Análisis. Fue conjuez de la Suprema Corte de Justicia de la Nación, y además, fue presidente de la Asociación Argentina de Derecho.
En 1996 ganó el premio Konex de Platino en Teoría General y Filosofía del Derecho.

## Libros publicados
- El Common Law
- Fuentes del Derecho [cita requerida]
- Una visión realista del Derecho: los jueces y los abogados